# Microrregión de Santa Maria
La microrregión de Santa Maria es una de las microrregiones del estado brasileño del Rio Grande do Sul perteneciente a la mesorregión Centro Occidental Rio-Grandense. Su población fue estimada en 2005 por el IBGE en 373.105 habitantes y está dividida en trece municipios. Posee un área total de 11.736,324 km².

## Municipios
- Cacequi
- Dilermando de Aguiar
- Itaara
- Jaguari
- Mata
- Nova Esperança do Sul
- Santa Maria
- São Martinho da Serra
- São Pedro do Sul
- São Sepé
- São Vicente do Sul
- Toropi
- Vila Nova do Sul

- Datos: Q2455880